# Деметрије I Полиоркет
Деметрије I Полиоркет (337. п. н. е. - 283. п. н. е.) био је краљ Македоније (294. п. н. е. - 288. п. н. е. ). Син је Антигона I Монофталма. Припадао је династији Антигонида.
Активно учествује у ратовима свог оца против Селеука, Птолемеја и Лизимаха. Поражен је у бици код Газе 312. п. н. е., чиме је изгубио велики део Сирије. Убрзо једном победом деломично враћа изгубљено. Деметрије напада Вавилон 311. п. н. е., али не успева да Селеуку нанесе неку озбиљнију штету. Успоставља се краткотрајни мир 310. п. н. е.

## Спасилац Атине и Александров наследник
Деметрије са флотом од 250 бродова ослобађа Атину 307. п. н. е. Атина је дотад била под Касандром и Птолемејем, а Деметрије поново успоставља демократски поредак у Атини. Атињани га славе као великог спасиоца града. Добија титулу сотер ("спасилац").
У поморској бици код Саламине на Кипру 306. п. н. е. потпуно уништава поморску моћ Птолемеја и заузима Кипар. На Кипру се Антигон и Деметрије проглашавају краљевима и наследницима и настављачима Александровог царства. Велика инвазија на Египат завршава се неуспешно.

## Опсада Родоса
Пошто је острво Родос одбило да им помогне у бици против Птолемеја, одлучују да казне Родос. Деметрије почиње 305. п. н. е. неуспешну опсаду Родоса. Измислио је нове опсадне справе. Једна од тих спрва је био „ован за разбијање“, који је био 60 метара дугачак и било је потребно 1.000 људи да би њиме разбијали зидине опседнутог града.
Због тих опсадних справа добија назив Полиоркет, што значи „онај који опседа“.

## Рат дијадоса против Антигона и Деметрија
Пошто је неуспешно опседао Родос преко годину дана враћа се у Атину, коју поново ослобађа. Атина га поново слави као великог спасиоца.
Деметрије је великом војском кренуо на Касандра, тада краља Македоније. Касандар је молио за мир, али Антигон и Деметрије траже да преда целу Македонију. Да би спасли Касандра Лизимах напада Антигона у Азији. Деметрија прекида кампању против Касандра и придружује се оцу у Азији. У бици код Ипса 301. п. н. е. Антигон и Деметрије су поражени од Селеука и Лизимаха. Антигон је погинуо у тој бици, а Деметрије је побегао до Ефеза. Антигонове територије деле Селеук, Лизимах и Птолемеј. Чак ни Атина више неће да помогне Деметрију.

## Постаје краљ Македоније 294. п. н. е.
Убрзо Деметрије враћа део некадашње моћи. Мири се са Селеуком. Селеуку даје своју ћерку за жену. Атина је била поново под тиранијом и опет Деметрије после дуге блокаде заузима Атину 294. п. н. е. После Касандарове смрти његови синови су се показали слабим. Један од њих зове Деметрија у помоћ. Деметрије убија Касандаровог сина Антипатера II и сам постаје краљ Македоније 294. п. н. е.. Краљ Пир му је стално нападао територију и подбуњивао поданике. Против њега се удружују Лизимах, Пир и Птолемеј и коначно 288. п. н. е. присиљен је да напусти Македонију. Пир и Лизимах су поделили Македонију.

## Поражен умире у заробљеништву
Са преосталом војском креће у Азију, где га Селеук заробљава 285. п. н. е. Умире у заробљеништву 283. п. н. е. Његови наследници су дошли на власт у Македонији.